# Ludovic Batelli
Ludovic Batelli (Lens, 24 maggio 1963) è un allenatore di calcio ed ex calciatore francese, di ruolo portiere.

## Carriera

### Giocatore
Ha giocato dal 1983 al 1993 in varie squadre nelle serie minori francesi.

### Allenatore
Dal 1996 al 2000 ha allenato il Valenciennes, con cui nella stagione 1997-1998 ha vinto il Championnat de France amateur (quarta divisione francese). Nella stagione 2000-2001 ha invece allenato l'Amiens, società in cui dal 2001 al 2005 ha poi allenato la squadra riserve. Nella stagione 2005-2006 ha invece allenato per complessive 9 partite (dal dicembre del 2005 al marzo del 2006) il Sète, salvo poi tornare all'Amiens per le ultime 10 partite della stagione 2005-2006, stagione 2006-2007 e per la stagione 2007-2008, tutte disputate in Ligue 2, campionato nel quale nella stagione 2008-2009 allena il Troyes. Dopo una sola stagione torna nuovamente ad Amiens, dove rimane fino al termine della stagione 2011-2012, conquistando anche una promozione dalla terza alla seconda divisione francese (nella stagione 2010-2011). Nella stagione 2012-2013 va ad allenare in Belgio, al White Star Bruxelles, dove rimane per 5 partite alla guida della squadra, impegnata nella seconda divisione belga.
Dall'agosto del 2013 al 2014 ha allenato la Nazionale francese Under-20; negli anni seguenti ha invece allenato l'Under-16, l'Under-18 e l'Under-19, con cui nel 2016 ha vinto gli Europei di categoria; dal 2016 è tornato ad essere commissario tecnico dell'Under-20, con cui nel 2017 partecipa al Mondiale Under-20.

## Palmares

### Allenatore

#### Club

##### Competizioni nazionali
- Championnat de France amateur: 1

Valenciennes: 1997-1998

#### Nazionale
- Campionato d'Europa Under-19: 1

Germania 2016